# グラントシロカブト
グラントシロカブト Dynastes grantii G. H. Horn, 1870 は、コウチュウ目（鞘翅目）コガネムシ科カブトムシ亜科カブトムシ族のオオカブト属 Dynastes に分類される昆虫の一種。グラントオオカブトとも呼称される。
アメリカ合衆国のアリゾナ州などとメキシコの一部に分布する。北アメリカに分布するコガネムシ類としては最長である。

## 分布
アメリカ合衆国西部のアリゾナ州を中心とした地域（アリゾナ州・ユタ州・コロラド州・ニューメキシコ州）、メキシコのチワワ州・ソノラ州に分布する。タイプ産地はアリゾナ州のFort Grantで、同州の特産種とされていたが、後にユタ州・ニューメキシコ州でも新たに記録された。アメリカ合衆国の分布域は国立公園となっていることも多く、同公園内は採集禁止区域が多い。

## 名前の由来
学名の種小名である grantii は、タイプ産地であるFort Grantに由来するものである。南北戦争で北軍総司令官として活躍し、後に第18代アメリカ合衆国大統領を務めたユリシーズ・グラントへの献名であるとする記述が多く見られるが、原記載にはユリシーズ・グラントに関する記述はまったくなく、この説は誤りとされている。

## 形態
オスの成虫は最長で体長（胸角を含む長さ）83 mm以上の個体が確認されている。永井信二 (2006) によれば、体長はオスで35.0 - 85.0  mm、メスで32.0 - 51.0 mmである。オスの最長個体は2023年時点のむし社の記録によれば、人工繁殖下で羽化した全長89.1 mmの個体である。
体色は、背面全体が淡い鼠色あるいは茶色がかった乳白色で、カブトムシ類としては珍しいとされるが、時に茶色または黄色味を帯びる。特に新成虫の場合は白味が強いとも評される。上翅には不規則な黒い紋があることが多いが、個体によってはほとんど紋を欠く。北アメリカ原産のカブトムシの中では最大種であるが、同属で世界のカブトムシの最長種であるヘラクレスオオカブト D. hercules や、同種と並ぶ巨大種であるネプチューンオオカブト D. neptunes よりは遥かに小さく、日本に分布するカブトムシ Trypoxylus dichotomus よりも小型である。このことから、 Dynastes 属の中では中型種であると評される。後述するティティウスシロカブトとともに、Dynastes 属では最小の種ともされる。一方で日本における人工飼育下では、野外ではめったに見られないような大型の成虫を比較的容易に羽化させられることから、石米享はグラントシロカブトやティティウスシロカブト、ヒルスシロカブト（後述）について、自然界では成長を阻害される要因がある可能性を指摘している。
ティティウスシロカブトと比較すると、雌雄ともに体はやや細長く、体色も灰白色であること、また上翅の黒斑も少ない傾向にある点が特徴である。またオスの頭角と中央の胸角はティティウスシロカブトより細長く前方に突出するが、胸角基部の1対の突起は短い。

## 生態
産地はアリゾナ州のペイソンを中心に局地的であるが、原産地ではさほど珍しい種ではないという。野生個体は夏の時期にあたる6月から10月ごろに発生すると思われる。また9月から10月にかけて大量に発生するとする文献もある。野外採取個体が日本に輸入される時期は、近縁種であるティティウスシロカブトやヒルスシロカブトと同じく、8月から9月中旬ごろとされる。原産地のアリゾナ州では、成虫がトネリコの一緒であるVelvet Ashの樹液に集まることが報告されている。また、夜間は灯火にも飛来する。
現地の研究者によれば、アリゾナ州では隔年で大発生するが、雨が極端に少ない時は必ずしもそうではないという。交尾の際、オスはメスの小楯板を盛んに舐めて交尾を促し、メスが拒絶しなければ交尾が成立する。石米享によれば、一度交尾が成立した場合はオスがメスを攻撃する様子は見られなかった。成虫の活動期間は2か月程度とする文献、寿命は3 - 6か月程度とする文献がある。高温には非常に弱く、気温30℃を超えるような環境では生存できない。
飼育下では、メスは他の多くのカブトムシ類と同様に、ケース底部のマットがやや固く押し固められた場所に、多少の空間を有する卵室を造って産卵する。メス成虫1匹あたりの産卵数は30個前後で、カブトムシの仲間としては少ない部類に入るとされる。産卵直後の卵は楕円形で、長径3 - 4 mmと日本のカブトムシよりやや小さいが、時間の経過とともに水分を吸収して球形に近い形になる。卵の期間が非常に長く、日本における飼育下では25 - 26℃前後に保温した場合、ヘラクレスオオカブトやコーカサスオオカブト、ゾウカブトなどのような巨大カブトムシでも産卵されてから30 - 40日程度で孵化するが、グラントシロカブトの場合は50日以上、長いものでは90日程度を要したと報告されている。また、特に長い場合は孵化に6か月を要する場合があるという文献もある。
飼育下における幼虫期間は、オスの大型個体では約15か月、中型および小型個体では約1年である。また、産卵から起算して約20か月後に蛹室を作るとする報告もある。1齢幼虫は頭幅1.5 - 2 mm程度で、発酵マットを食べて成長し、孵化から約30 - 40日程度で脱皮して2齢幼虫になる。2齢幼虫の頭幅は6 - 7 mm程度で、脱皮直後の体重は1 - 2 gだが、2齢幼虫に脱皮してから約30日後には3齢幼虫になる。3齢幼虫の直前の体重は6 - 7 g、変態直後は7 - 8 gで、3齢幼虫の頭幅は10 - 13 mmである。3齢幼虫の期間は約12か月で、脱皮直後から4か月後までの間は体色が白く、著しい成長を遂げるが、それ以降は体色がクリーム色に変化し、それから約7か月にわたって十分な体脂肪をつける段階に入る。そして3齢幼虫末期に入ると、体の張りと艶がなくなり、蛹化への準備に入る。栄養状態が良好な環境で育成した場合、オスの幼虫は体重30 g超、もしくは35 - 40 gに達し、そのような幼虫は体長70 - 80 mm程度の成虫として羽化する一方、メスの幼虫は最大でも体重25 g前後である。
3齢幼虫は十分に成長すると、飼育容器の底部に水平な蛹室を作り、約3 - 4週間程度の前蛹期間を経て蛹化する。蛹室の長径はオスの場合、80 - 90 mm程度である。蛹の角は蛹化時に伸びるが、蛹室の壁面に異物などがあると伸びた角が引っかかり、奇形の成虫になってしまう。蛹は蛹化から約1か月後に羽化するが、新成虫は羽化から2 - 3週間の間は蛹室にとどまり、その後摂食活動を開始する。羽化開始から翅が伸び切るまでは約3時間、上翅が黄色く色づいて後翅が折りたたまれるまで早く半日を要する。羽化完了後、上翅は臙脂色に色づくが、それから約数日後には独特の白色に変化する。原産地から輸入された野外個体を繁殖した場合、羽化の時期は6月ごろ、摂食活動を開始する時期は7月後半から8月ごろとなる。グラントシロカブトは Dynastes 属 の中では、ヘラクレスオオカブトやティティウスシロカブトと並んで成虫が羽化してから、成熟して繁殖可能になるまでの期間が短い部類に入るが、それらの種でも羽化から成熟までには約3か月間（初めての摂食行動から約1か月間）を要する。
飼育下ではヘラクレスオオカブトとの雑種が誕生している。

## 人間との関わり
白い体色と姿が優美で愛らしいものとされ、2001年以前から日本の収集家の間で人気を集めていた。ペットとして飼育の対象にもなっている。

## 近縁種

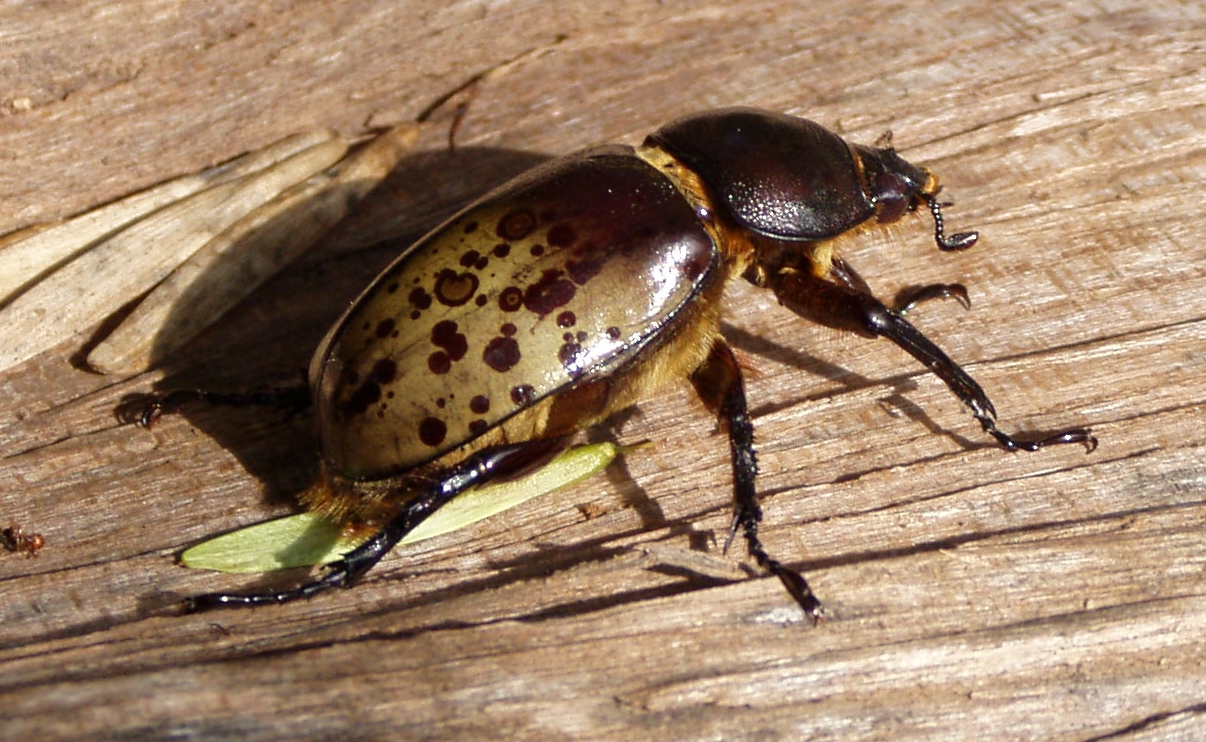
ティティウスシロカブトのメス

オオツノカブト属 Dynastes はアメリカ合衆国の東部からブラジル南部にかけてのアメリカ大陸、またカリブ海諸国に8種12亜種が分布するが、グラントシロカブトを含むティティウスシロカブト・ミヤシタシロカブト・ヒルスシロカブト・マヤシロカブトの5種、すなわちヘラクレスオオカブト D. helcures 、ネプチューンオオカブト D. neptunes 、サタンオオカブト D. satanas の3種を除いた種たちは「シロカブト」という和名を有する。「シロカブト」という呼称は、これらの種の総称としても用いられる。以下はそれらの種の解説である。これらの種は Dynastes の中では中型および小型の種であるが、熱帯アメリカで反映した巨大種であるヘラクレスオオカブト・ネプチューンオオカブトの原始的な種であるというよりは、それらの巨大種に比べ、温度・環境の変化に適応して小型化した、すなわちより進化した種であるという説が定説となっている。
なおネプチューンオオカブトとサタンオオカブトの2種については、他の Dynastes 属の種たちとはオス成虫の脚の跗節形状が異なることから、それらとは別亜属 Theogenus Burmeister, 1847 とする学説があり、同説を採用した場合、ヘラクレスオオカブトやグラントシロカブト、そして以下の種はいずれも Dynastes 亜属として扱われる。
ティティウスシロカブト Dynastes tityus (Linnaeus, 1767) 

アメリカ合衆国東部に広く分布し、テキサス州・フロリダ州・アラバマ州・メリーランド州などで記録されている。その分布域は南はフロリダ半島から、西はテキサス州やオクラホマ州、北はシンシナティ（オハイオ州）やニューヨーク（ニューヨーク州）付近まで広がる。
ティティウスオオカブトとも呼ばれる。種小名 tityus はギリシア神話の巨人の一人で、ガイアの子であるティテュオス Tityos に由来する。またアドリア海東海岸にあった古代の地方 Illyria を流れる川 Tityus に由来するという説もある。
Dynastes 属としては最小の種で、オス成虫の体長は34.0 - 60.0 mmないし37 - 74 mm、もしくは最長で75 mm以上である。オスの野外個体の平均体長は40 - 50 mmとする文献もある。オスの最長個体は、人工繁殖下では全長69.5 mmが記録されている。角を有する昆虫としては北アメリカで最大の種の1つである。
雌雄ともに体色は灰白色や明るい黄土色で、上翅には変異に富む黒紋がある。体型は丸っこく、オスの頭角は短い。また中央の胸角は太短く、先端で弱く二又に分かれ、その基部付近には斜め前方を向いた1対の棘状の突起がある。グラントシロカブトに比べ、雌雄ともに体はやや幅広く、黄色みの強い個体が多いこと、またオスの胸角基部の突起もグラントシロカブトより長いことが特徴である。ヒルスシロカブトに比べ、尻部は肥大化せず、また胸部の突起が鋭角に尖る点で区別できる。
自然界では、幼虫はサクラやハリエンジュまたはニセアカシア、カシ類・ヤナギ類の朽木、およびカシ類などの堅い樹の洞内で朽ちた植物質をそれぞれ摂食しているという報告がある。またカシやクルミ、マツなどの朽木や堆肥などに生息するという文献もある。卵から成虫までの期間は2年とされ、幼虫は晩夏に糞球で造った蛹室の内部で蛹化し、数週間以内に羽化するが、羽化した新成虫は翌年の夏まで蛹室内で休眠する。
成虫は6月から9月にかけて出現し、微生物を含んだ樹液を好む。トネリコ類の樹液に集まる例が観察されているほか、時に果樹園に侵入して熟したモモの果肉を食害することも報告されている。飼育下では新成虫は休眠することなく活動を開始し、平均寿命は3か月程度である。現地では普通種とされており、またオス成虫は独特の鋭くて強い臭気を持ち、その臭いは風の影響で1マイル離れた場所でも人間が感じることができることもあるという。飼育下では卵から成虫になるまでの期間は約2年で、卵が産卵されてから孵化するまでの期間は約1か月である。幼虫の大きさはグラントシロカブトより1 - 2割程度小型である。
角は短く大人しそうに見えるが、好戦的な面もある。オス同士はメスをめぐり、互いに鉗子状の角で闘争する。
英語名は unicorn beetle で、一角獣に似ることに由来する。
ヒルスシロカブト Dynastes hyllus Chevrolat, 1843 

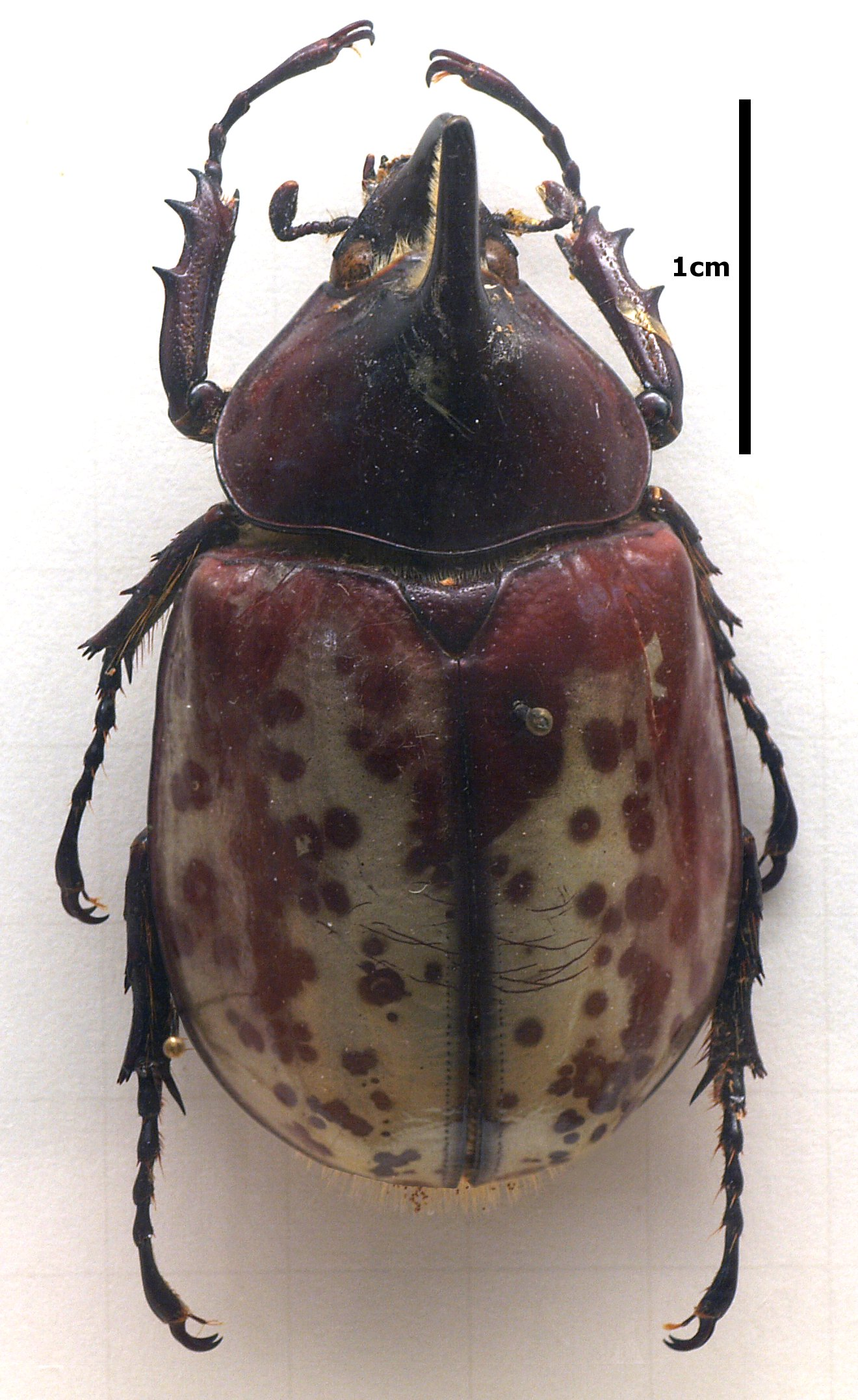
ヒルスシロカブト

メキシコに分布する。原名亜種 D. h. hyllus はメキシコのベラクルス州・プエブラ州東部・オアハカ州・チャパス州に分布する。ヒルスオオカブトとも呼ばれる。種小名 hyllus は、ヘラクレスとその妻ディアネラとの息子ヒルスに由来する。
アメリカ合衆国の西部にはグラントシロカブト、同国東部にはティティウスシロカブト、そしてメキシコにはヒルスシロカブトと、3種は互いに棲み分けており、それぞれ代置種のような関係にあると考えられている。
「シロカブト」と呼ばれる種々の中では最大級の種で、オス成虫の体長は42.0 - 90.0 mm（2006年時点）とされ、最長で97 mm以上になる。オスの最長個体は、人工繁殖下では全長98.2 mmが記録されている。またメス成虫の体長は52.0 - 61.0 mmになる。ただし野外で採集される個体は体長55 - 60 mmが多く、70 mm超の個体は少ない一方、飼育下では80 mm以上の個体を容易に羽化させられることから、石米享は本種を含む北アメリカからメキシコに生息するカブトムシについて、現地では本来の成長が阻害される要因がある可能性を指摘している。2001年時点では、日本では Dynastes 属の中でサタンオオカブトに次ぐ珍種とされていた。
体色は光沢のある明るい黄褐色で、黄色みの強いものから青白っぽいものまでいる。ティティウスシロカブトを大型化させたような種と評されている。オスの場合、頭角・胸角とも長く前方に伸び、大型個体の場合は胸角が頭角より長くなる場合もある。また大型個体ほど頭角背面の突起が板状になる傾向がある。尻の部分が肥大化し、洋梨のようなプロポーションになる。
自然界では標高1,000 - 1,600 m付近に生息しているが、標高2,000 m以上の高地やかなり低いところからも得られている。出現時期は個体群によって地域差があるが、平均すると成虫は5月から11月に出現し、主に7月から10月にかけて活動するとされている。幼虫の大きさはグラントシロカブトより2割程度大型である。
原名亜種と後述のモロンシロカブトのほか、イダルゴ州とユカタン州からそれぞれ未記載亜種と思われる個体が採取されており、前者はオスの頭角上方の板状になった突起の先端がノコギリ状になる特徴があり、後者はその突起が亜種の中で最も前後に長く、前方と後方で尖るという特徴がある。体長は前者で57 - 84 mm、後者で53 - 87 mmになると考えられている。
亜種 ssp. moroni Nagai, 2005 
モロンシロカブト、もしくはモロンオオカブトと呼称される。メキシコ・ベラクルス州南部の独立した山塊である Santa Martha 山脈から記録されたヒルスシロカブトの亜種で、亜種名はメキシコのコガネムシ研究家である Miguel Ángel Morón-Ríos への献名である。またタイプ産地の Santa Martha は、Morón によって記録されたヘラクレスオオカブトの最も北に分布する亜種 D. helcures tuxtlaensis Morón, 1993 と同じ産地でもある。
オス成虫の体長は53.0 - 84.5 mmないし53 - 96 mm、メス成虫は体長55.0 - 60.4 mmになる。同亜種のオスの最長個体は、人工繁殖下では全長105.1 mmが記録されている。
オスの頭部と前胸背板は黒く、ヘラクレスオオカブトの小型個体のようであるとも、ヒルスシロカブトとヘラクレスオオカブトの中間のような形状とも形容される。メスは頭部や前胸背板だけでなく、個体差はあるが上翅の前半部まで黒化する個体が多く、より後方まで黒っぽくなる個体もいる。このように体の大半が黒化する特徴は、他のシロカブト類のメスには見られない特徴である。
ミヤシタシロカブト Dynastes miyashitai Yamaya, 2004 
メキシコのシナロア州・ドゥランゴ州・ハリスコ州・モレロス州・プエブラ州・オアハカ州で記録されている。名前はホロタイプ標本の提供者である標本商の宮下哲夫に由来する。
オス成虫の体長は41.0 - 76.0 mmないし42 - 95 mmになる。メス成虫の体長は48.0 - 52.0 mmになる。
ヒルスシロカブトに酷似しており、マヤシロカブトとともにヒルスシロカブトの亜種もしくはそれ以下の分類ランクとする説もあるが、オスの胸角がやや細いこと、また腹面や尾節板の毛が長くて密になること、頭楯やオスの交尾器の形状が異なることなどの違いがある。色はグラントシロカブトのほうに似ている。
マヤシロカブト Dynastes maya Hardy, 2003
ヒルスシロカブトの分布域よりさらに南方となるメキシコのチャパス州、グアテマラ、ホンジュラスに分布する。マヤオオカブトとも呼ばれる。種小名 maya は、かつて中央アメリカに栄えた古代文明および、それらを築いた民族 Maya に由来する。
オス成虫の体長は54.0 - 83.5 mmないし54 - 94 mmで、メス成虫の体長は54.0 - 59.0 mm。オスの最長個体は、人工繁殖下では全長104.2 mmが記録されている。
ヒルスシロカブトに酷似するが、同種と比較すると前胸背板はより黒化する傾向にあり、ヘラクレスオオカブトのようであるとも評される。頭角はやや短く頭角先端付近の上方にある突起は台形状、もしくは斧の刃状と形容される。